# Kamp (Bad Doberan)

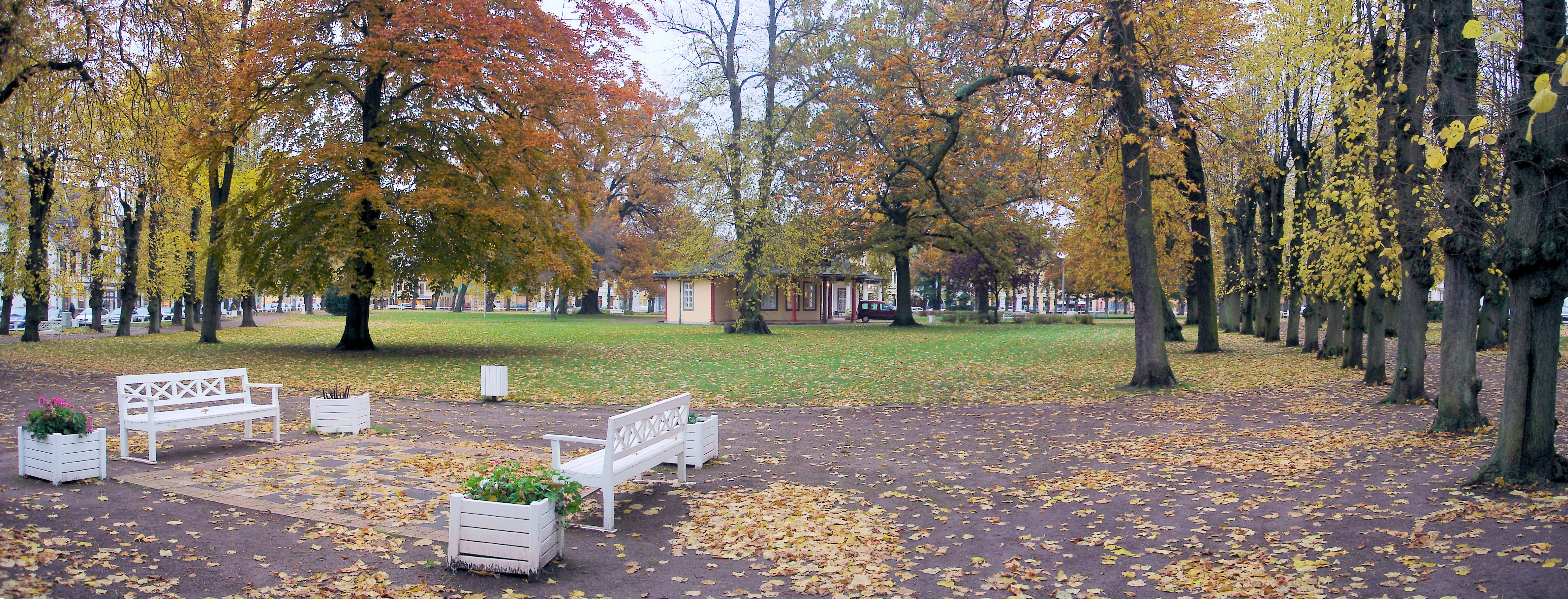
Kamp von Süden

Der Kamp ist eine von Linden gesäumte, etwa zwei Hektar große dreieckige, um 1800 angelegte Grünanlage in der Mitte von Bad Doberan. Der Kamp war im 19. Jahrhundert der gesellschaftliche Mittelpunkt der Stadt, da sich um den Park herum die repräsentativsten Gebäude der Stadt befanden. 

## Geschichte
Nach der 1793 erfolgten Gründung des ersten deutschen Seebades in Heiligendamm wurde durch Friedrich Franz I. die Entwicklung Doberans als herzoglicher Sommersitz vorangetrieben. Doberan wurde neben dem Aufenthaltsort des Herzogs mit seinem Hofstaat Treffpunkt der gesellschaftlichen Oberschicht des Landes. Neben den Bädern in Heiligendamm war hauptsächlich Doberan mit vielfältigen Amüsements und Geselligkeiten Anziehungspunkt geworden. Dafür sollte der Ort besser hergerichtet werden. Die vor dem Logierhaus gelegene dreieckige Kuhweide wurde mit Barrieren abgezäunt, es wurden Wege angelegt und als Grünanlage hergerichtet. Der Kamp wurde so zum Zentrum Doberans. Der aus Mailand stammende Gastronom Gaetano Medini bot in einem Zelt Speisen an, auch Konzerte der herzoglichen Kapelle fanden hier statt. Der Kamp wurde während der Badesaison festlich beleuchtet und Feuerwerke wurden abgebrannt. Da die ursprünglichen, strohgedeckten Häuser der Doberaner dem Bild eines herzoglichen Sommersitzes nicht entsprachen, verbot der Landesherr den Bau und zahlte Bauhilfen für die Errichtung von ziegelgedeckten Häusern. Mit der Verpflichtung von Carl Theodor Severin als Baumeister konnten ab 1802 um den Kamp herum mehrere repräsentative Gebäude, darunter ein Theater, Logierhaus, Palais und ein Salongebäude errichtet werden.

## Roter Pavillon

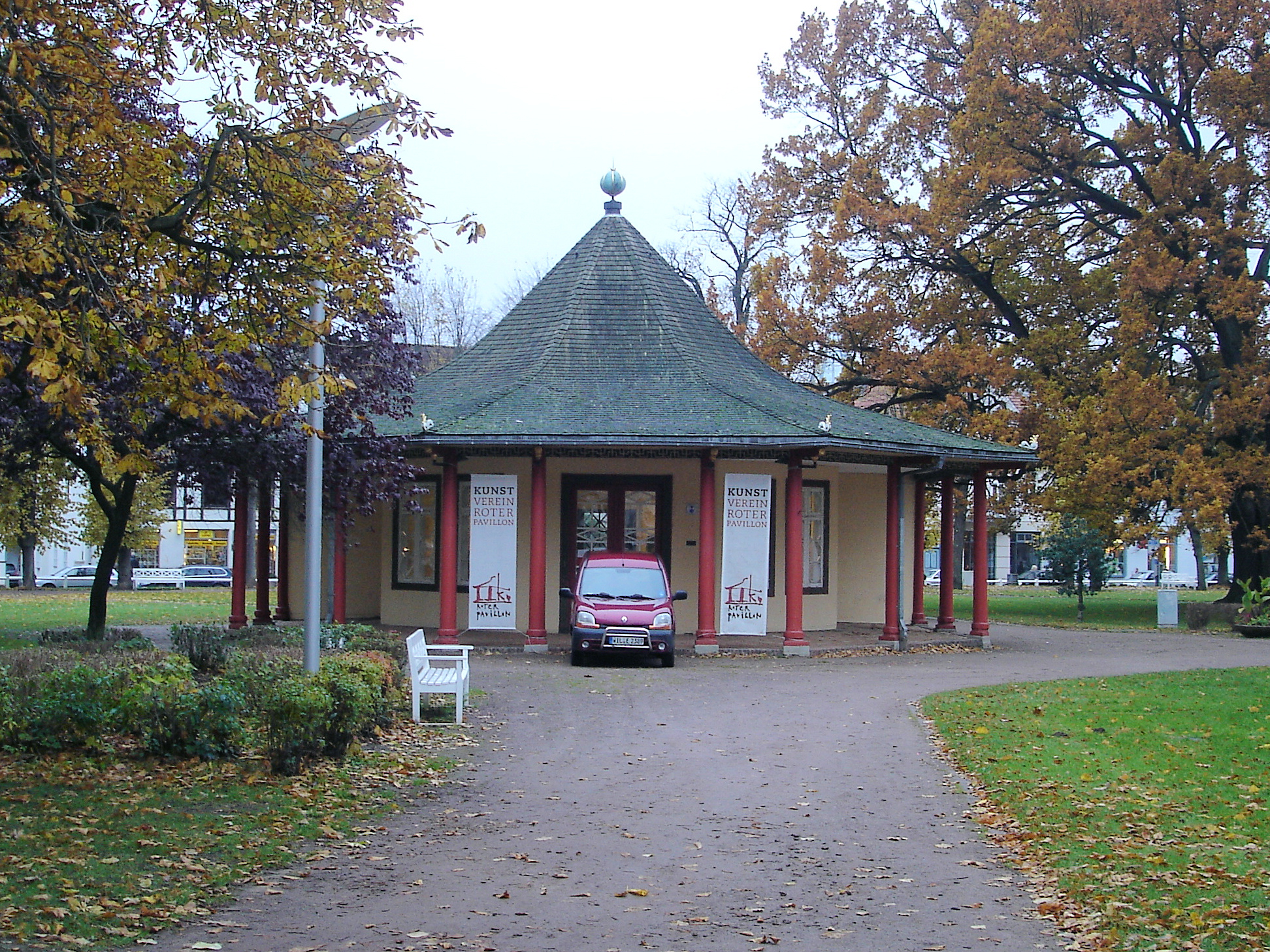
Roter oder Kleiner Pavillon

Im Frühjahr 1808 waren die Zelte und hölzernen Verkaufsbuden auf dem Kamp so schadhaft, dass der Herzog den Bau eines festen Gebäudes „in Form eines Trichters“ in Auftrag gab. Vorbild sollte ein Gebäude sein, welches Friedrich Franz während seines dänischen Exils bei Altona gesehen hatte. Severin veränderte die ihm übergebene Zeichnung, behielt aber die Grundidee bei. Am 17. Mai 1808 begann der Bau und wurde rechtzeitig zum Beginn der Badesaison vollendet. Der oktogonale Fachwerkbau, den ein von umlaufenden roten Holzsäulen getragenes Pagodendach abschließt, stellt eine Verbindung zwischen Klassizismus und Chinoiserie dar. Die äußere Form des Gebäudes ist erhalten, wogegen die Innengestaltung völlig zerstört wurde. 
Ursprünglich wurde der Rote oder Kleine Pavillon als Ausschank und Musikstätte genutzt. Heute dient er dem Kunstverein Roter Pavillon e. V. als Galerie für moderne Kunst. Die Ausstellungen enthalten vor allem Werke der Künstler der Region.

## Weißer Pavillon

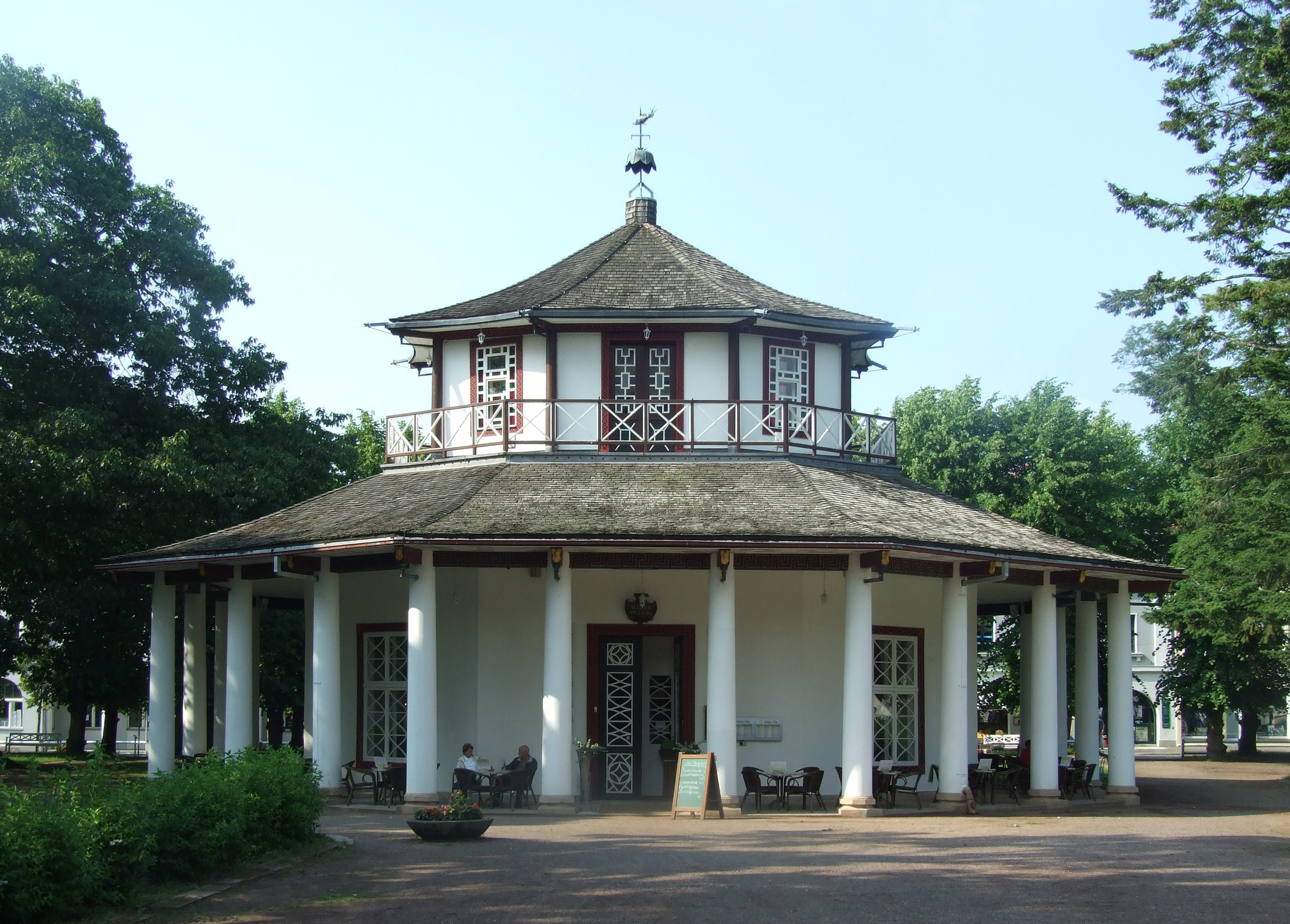
Großer oder Weißer Pavillon

1810 sollte Severin mit dem Bau eines größeren Musikpavillons und eines weiteren Verkaufspavillons beginnen. Beide sollten zur Geldeinnahme verpachtet werden. Wegen Geldmangels verzögerten sich die Arbeiten ständig. 1812 musste Severin auf Geheiß des Herzogs die Verkaufshäuser fertigstellen. Sie wurden nur notdürftig ausgebaut, um die Verpachtung in der Badesaison sicherzustellen. Die endgültige Fertigstellung erfolgte 1813, zusammen mit dem Weißen Pavillon. Die Verkaufspavillons wurden 1860 abgerissen, da sie nicht mehr benutzt wurden.
Der in der Literatur auch der Große Pavillon genannte Weiße Pavillon wurde an die Nordseite des Kamps angeordnet. Über das Erdgeschoss wurde ein zweites Geschoss als Belvedere mit umlaufendem Balkon gesetzt. Der Grundriss ist ein in die Länge gezogenes Oktogon, in dem sich ein ovaler Saal von 14,5 Metern Länge und 10,4 Metern Breite befindet. Um das Gebäude verläuft ein aus 24 Säulen bestehender Umgang. Die Decke des Saales ist gewölbt. Die Innengestaltung wurde während einer Restaurierung von 1974 bis 1976 teilweise wieder hergestellt. 
Der Weiße Pavillon wird heute als Restaurant und Café genutzt.